# Xã Davis Creek, Quận Valley, Nebraska
Xã Davis Creek (tiếng Anh: Davis Creek Township) là một xã thuộc quận Valley, tiểu bang Nebraska, Hoa Kỳ. Năm 2010, dân số của xã này là 50 người.